# Soikiella asiatica
Soikiella asiatica är en stekelart som beskrevs av Lou och Yuan 1997. Soikiella asiatica ingår i släktet Soikiella och familjen hårstrimsteklar. Inga underarter finns listade i Catalogue of Life.